# Plesiochrysa rubida
Plesiochrysa rubida är en insektsart som först beskrevs av Navás 1929.  Plesiochrysa rubida ingår i släktet Plesiochrysa och familjen guldögonsländor. Inga underarter finns listade i Catalogue of Life.